# Мон-Сен-Мартен (Арденны)
Мон-Сен-Марте́н (фр. Mont-Saint-Martin) — коммуна во Франции, находится в регионе Шампань — Арденны. Департамент коммуны — Арденны. Входит в состав кантона Монтуа. Округ коммуны — Вузье.
Код INSEE коммуны — 08308.
Коммуна расположена приблизительно в 180 км к востоку от Парижа, в 50 км северо-восточнее Шалон-ан-Шампани, в 50 км к югу от Шарлевиль-Мезьера.

## Население
Население коммуны на 2008 год составляло 86 человек.
| 1962 | 1968 | 1975 | 1982 | 1990 | 1999 | 2008 |
| ---- | ---- | ---- | ---- | ---- | ---- | ---- |
| 113  | 133  | 118  | 95   | 83   | 75   | 86   |

## Администрация
| Период | Период | Фамилия    | Партия | Должность |
| ------ | ------ | ---------- | ------ | --------- |
| 2001   | 2008   | Юбер Паст  |        |           |
| 2008   |        | Жиль Лежён |        |           |

## Экономика
В 2007 году среди 45 человек в трудоспособном возрасте (15—64 лет) 36 были экономически активными, 9 — неактивными (показатель активности — 80,0 %, в 1999 году было 57,9 %). Из 36 активных работали 31 человек (20 мужчин и 11 женщин), безработных было 5 (1 мужчина и 4 женщины). Среди 9 неактивных 4 человека были учениками или студентами, 1 — пенсионером, 4 были неактивными по другим причинам.

## Достопримечательности
- Церковь Сен-Мартен[фр.] (XIII век). Исторический памятник с 1926 года.[3]

## Фотогалерея

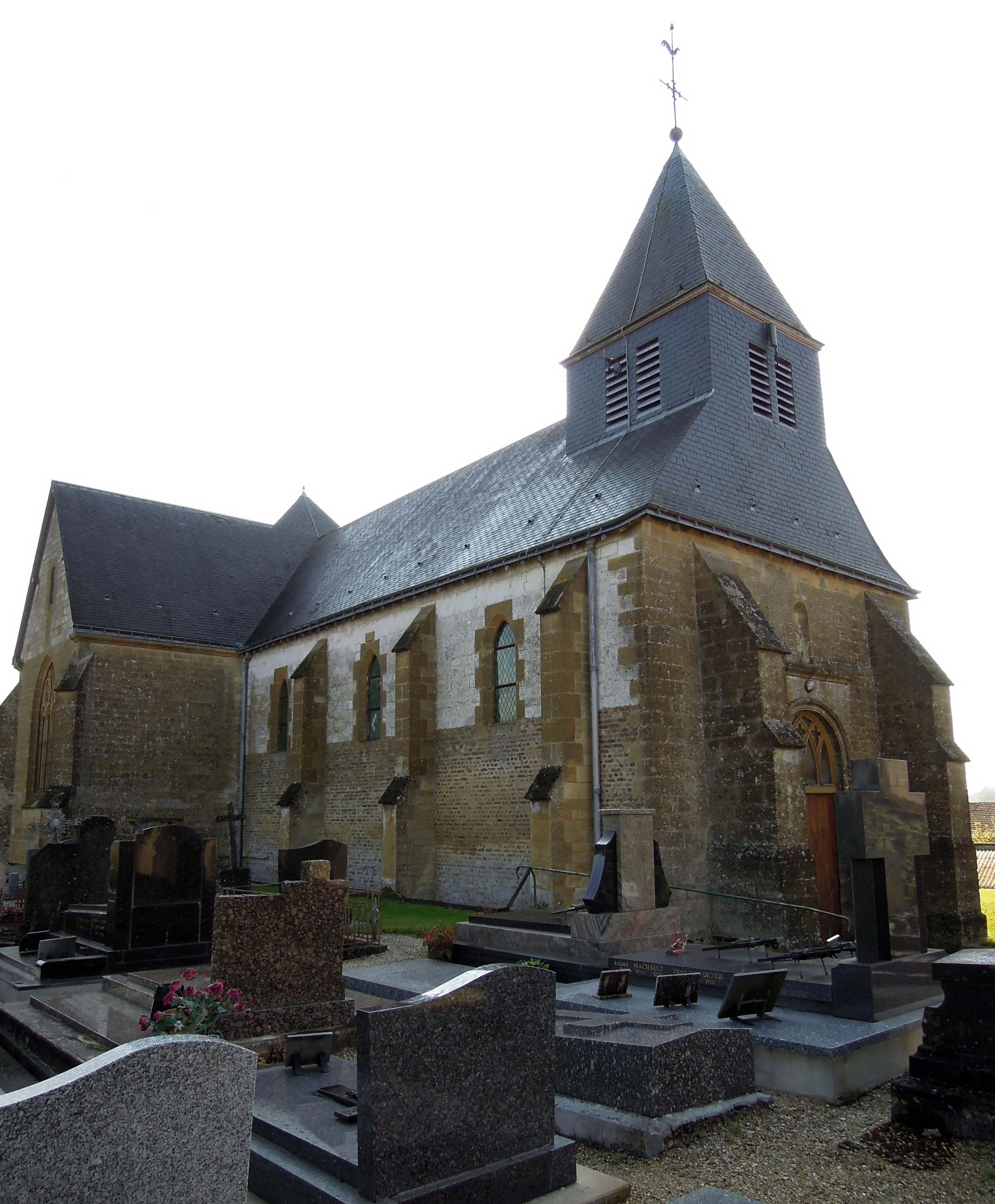
Церковь Сен-Мартен
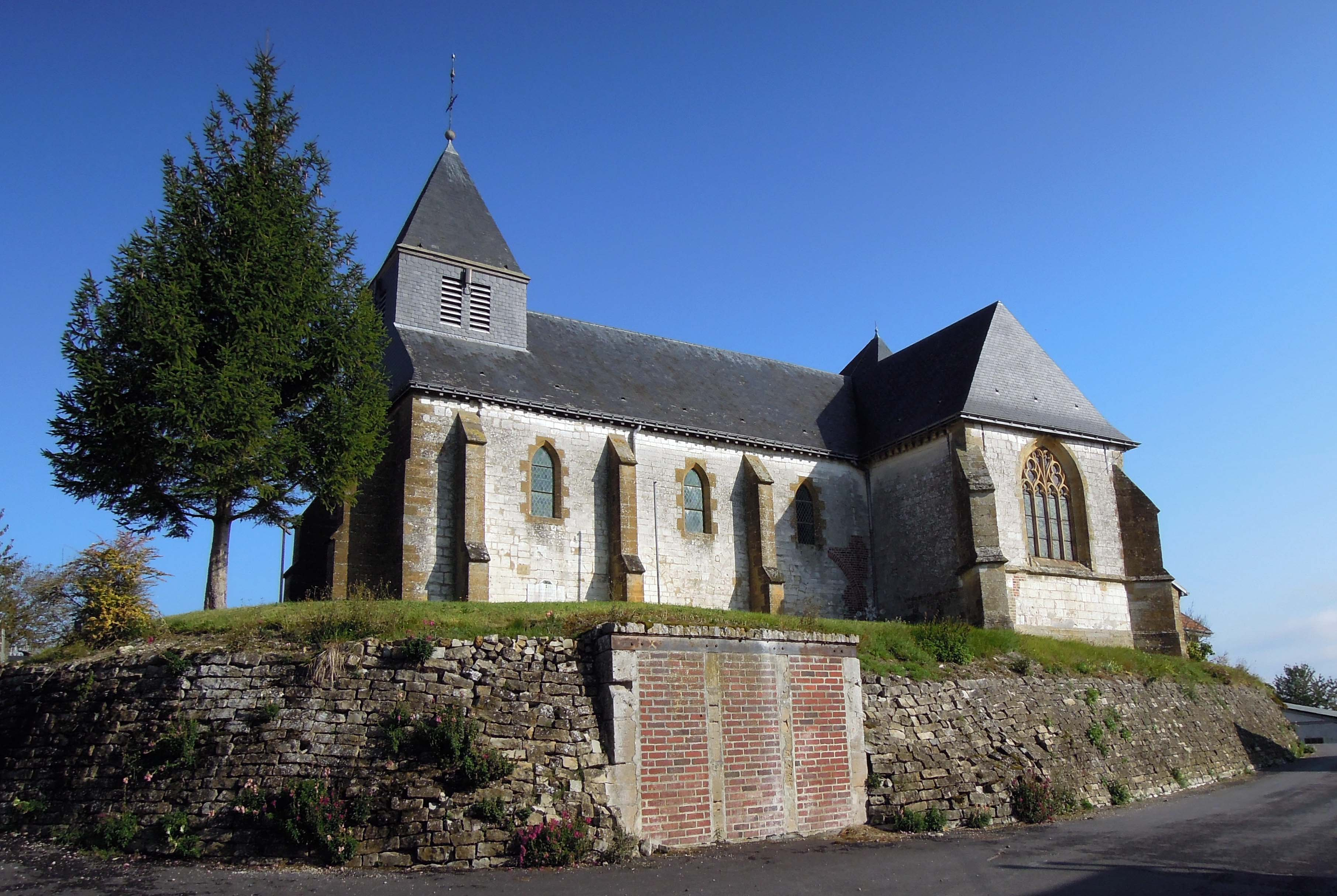
Церковь Сен-Мартен
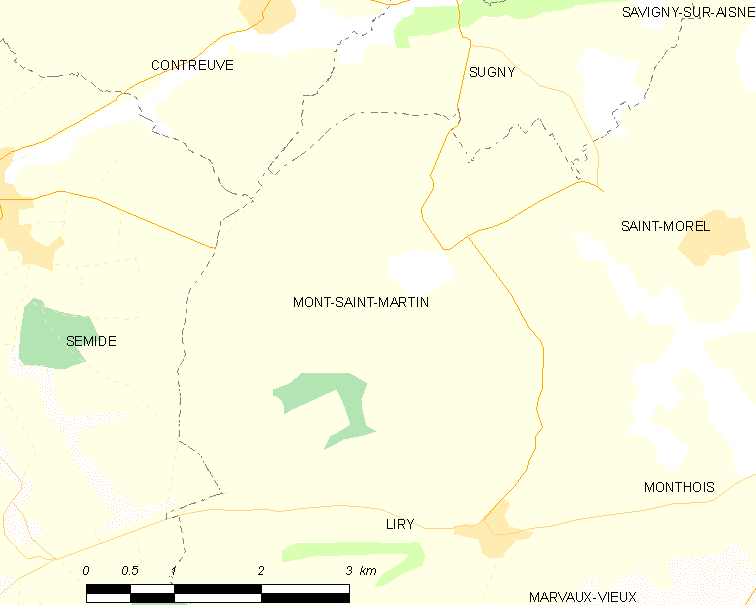
Карта коммуны